# Apogonichthyoides euspilotus
Apogonichthyoides euspilotus är en fiskart som först beskrevs av John Fraser 2006.  Apogonichthyoides euspilotus ingår i släktet Apogonichthyoides och familjen Apogonidae. Inga underarter finns listade i Catalogue of Life.